# Comuna Albești, Constanța
Albești este o comună în județul Constanța, Dobrogea, România, formată din satele Albești (reședința), Arsa, Coroana, Cotu Văii și Vârtop.

## Așezare
Comuna se află în sud-estul județului, la est de orașul Mangalia, pe malurile râului Albești. Este traversată de șoseaua județeană DJ391, care o leagă spre est de Mangalia și spre vest de Negru Vodă (unde se intersectează cu DN39) și mai departe de Cerchezu și Independența.

## Demografie
Componența etnică a comunei Albești
     Români (89,43%)
     Tătari (1,7%)
     Alte etnii (0,72%)
     Necunoscută (8,14%)
Componența confesională a comunei Albești
     Ortodocși (88,65%)
     Musulmani (1,85%)
     Alte religii (1,04%)
     Necunoscută (8,46%)
Conform recensământului efectuat în 2021, populația comunei Albești se ridică la 3.464 de locuitori, în creștere față de recensământul anterior din 2011, când fuseseră înregistrați 3.428 de locuitori. Majoritatea locuitorilor sunt români (89,43%), cu o minoritate de tătari (1,7%), iar pentru 8,14% nu se cunoaște apartenența etnică. Din punct de vedere confesional, majoritatea locuitorilor sunt ortodocși (88,65%), cu o minoritate de musulmani (1,85%), iar pentru 8,46% nu se cunoaște apartenența confesională.

## Politică și administrație
Comuna Albești este administrată de un primar și un consiliu local compus din 13 consilieri. Primarul, Paul-Mihăiță Moldovan[*], de la Partidul Național Liberal, este în funcție din 1 noiembrie 2024. Începând cu alegerile locale din 2024, consiliul local are următoarea componență pe partide politice:
|  | Partid                          | Consilieri | Componența Consiliului | Componența Consiliului | Componența Consiliului | Componența Consiliului | Componența Consiliului | Componența Consiliului | Componența Consiliului | Componența Consiliului |
|  | ------------------------------- | ---------- | ---------------------- | ---------------------- | ---------------------- | ---------------------- | ---------------------- | ---------------------- | ---------------------- | ---------------------- |
|  | Partidul Național Liberal       | 8          |                        |                        |                        |                        |                        |                        |                        |                        |
|  | Alianța pentru Unirea Românilor | 3          |                        |                        |                        |                        |                        |                        |                        |                        |
|  | Partidul Social Democrat        | 2          |                        |                        |                        |                        |                        |                        |                        |                        |